# Greg Selinger

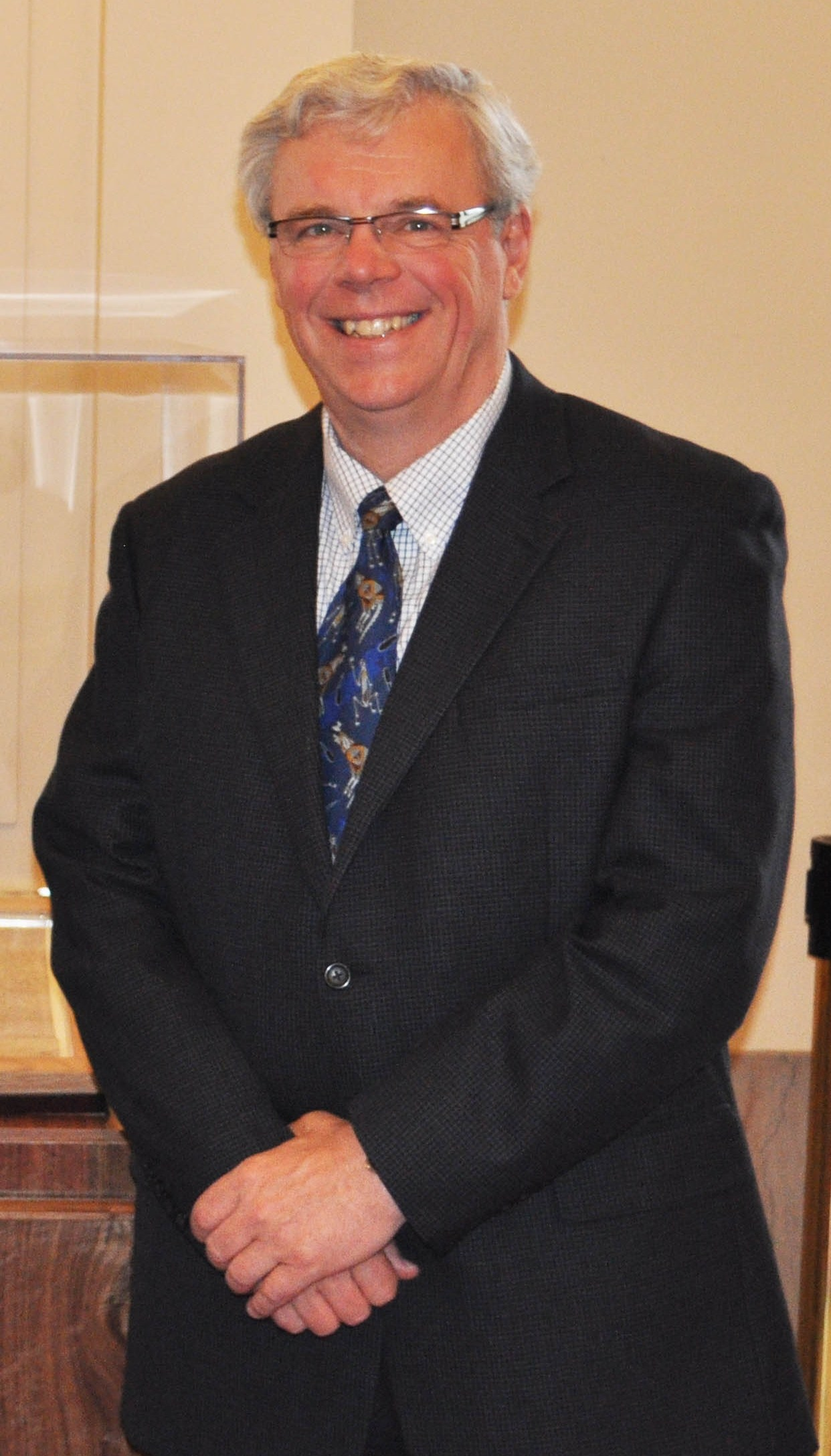
Greg Selinger (2010)

Gregory „Greg“ Selinger (* 16. Februar 1951 in Regina, Saskatchewan) ist ein kanadischer Politiker. Vom 19. Oktober 2009 bis zum 3. Mai 2016 war er Premierminister der Provinz Manitoba. Von seinem Vorgänger Gary Doer übernahm er auch den Vorsitz der New Democratic Party of Manitoba (NDP). In dessen Kabinett war er zuvor seit 1999 Finanzminister der Provinz gewesen. In der Legislativversammlung von Manitoba vertritt er den Wahlkreis Saint-Boniface.

## Biografie
Selinger wuchs zunächst in der Provinz Saskatchewan auf und zog mit seiner alleinerziehenden Mutter nach Winnipeg, wo sie ein kleines Modegeschäft führte. Er studierte an der University of Manitoba und am Queen’s College. Seinen Abschluss als Ph.D. machte er an der London School of Economics. Anschließend arbeitete er als Assistenzprofessor an der Fakultät für Sozialarbeit der University of Manitoba.
1989 wurde Selinger als Kandidat der linksprogressiven Wählervereinigung Winnipeg into the '90s in den Stadtrat der Provinzhauptstadt gewählt, wo er den Vorsitz der Finanzkommission übernahm. 1992 kandidierte er als Bürgermeister und kam auf den zweiten Platz. Bei den Wahlen zur Legislativversammlung von Manitoba 1999 trat er für die NDP an und wurde in Saint-Boniface mit großem Vorsprung gewählt. Premierminister Gary Doer ernannte ihn zum Finanzminister der Provinz. Während seiner zehnjährigen Amtszeit gelang es Selinger, das Budget jedes Jahr ausgeglichen zu gestalten. 2003 und 2007 wurde er jeweils mit über 70 % der Stimmen wiedergewählt.
Am 8. September 2009 trat Selinger als Finanzminister zurück und kündigte an, als Vorsitzender der NDP zu kandidieren. Bei der Parteiversammlung am 17. Oktober 2009 setzte er sich mit knapp zwei Drittel der Delegiertenstimmen durch und wurde zu Doers Nachfolger gewählt. Zwei Tage später übernahm er von ihm das Amt des Regierungschefs. Bei den Wahlen am 4. Oktober 2011 konnte die NDP ihre Sitzzahl halten und Selinger wurde als Premierminister bestätigt. Die Wahl im April 2016 brachte der NDP hingegen eine Niederlage, woraufhin Brian Pallister von der Progressive Conservative Party seine Nachfolge als Premierminister antrat. Der Parteivorsitz fiel kommissarisch an Flor Marcelino. Selinger blieb zunächst Parlamentsabgeordneter, kündigte dann aber im Februar 2018 seinen Rückzug aus der Politik an.